# Trillick
Trillick är en ort i Storbritannien.   Den ligger i distriktet Fermanagh and Omagh och riksdelen Nordirland, i den västra delen av landet, 600 km nordväst om huvudstaden London. Trillick ligger 112 meter över havet och antalet invånare är 303.
Terrängen runt Trillick är platt. Runt Trillick är det ganska glesbefolkat, med 21 invånare per kvadratkilometer. Närmaste större samhälle är Dromore, 7,5 km norr om Trillick. Trakten runt Trillick består i huvudsak av gräsmarker.